# Leslie Groves
Leslie Richard Groves, Jr. (ur. 17 lipca 1896 w Albany, zm. 13 lipca 1970 w Waszyngtonie) − generał porucznik (ang. Lieutenant General) United States Army, absolwent akademii wojskowej West Point. Uczestnik I i II wojny światowej.
Jego ojciec był prezbiteriańskim kapelanem wojskowym. We wrześniu 1942 został szefem projektu Manhattan, tj. prac nad skonstruowaniem bomby atomowej. Nadzorował także budowę Pentagonu. W 1948 przeszedł w stan spoczynku i objął stanowisko wiceprezesa firmy Sperry Corporation.